# Jati (Tarogong Kaler)
Jati is een bestuurslaag in het regentschap Garut van de provincie West-Java, Indonesië. Jati telt 8392 inwoners (volkstelling 2010).